# Varre-Sai
Varre-Sai là một đô thị thuộc bang Rio de Janeiro, Brasil. Đô thị này có diện tích 188,77 km², dân số năm 2007 là 8391 người, mật độ 44,5 người/km².